# Paspalum monostachyum
Paspalum monostachyum är en gräsart som beskrevs av George Vasey och Alvin Wentworth Chapman. Paspalum monostachyum ingår i släktet tvillinghirser, och familjen gräs. Inga underarter finns listade i Catalogue of Life.